# Mildred Davis (attrice)
Mildred Davis, nome completo  Mildred Hillary Davis (Filadelfia, 22 febbraio 1901 – Santa Monica, 18 agosto 1969), è stata un'attrice statunitense.

## Biografia
Da giovane frequentò la scuola "Friends School", dove ricevette una severa educazione. Dopo avere conseguito il diploma, intraprese nel 1916 la carriera di attrice cinematografica a Los Angeles. Dopo alcuni insuccessi e piccole parti nei film, nel 1919 firmò un contratto con il noto produttore Hal Roach, per apparire in ruoli più consistenti al fianco del comico Harold Lloyd in una quindicina di comiche. Dal primo incontro, la Davis provò un forte sentimento per Lloyd, che sposò il 10 febbraio del 1923. Dopo il matrimonio, Lloyd dichiarò che sua moglie non sarebbe più apparsa nelle sue comiche e in nessun altro film, ma qualche anno dopo cambiò idea e la Davis riprese a interpretare piccoli ruoli nelle commedie autoprodotte dalla società di Lloyd.

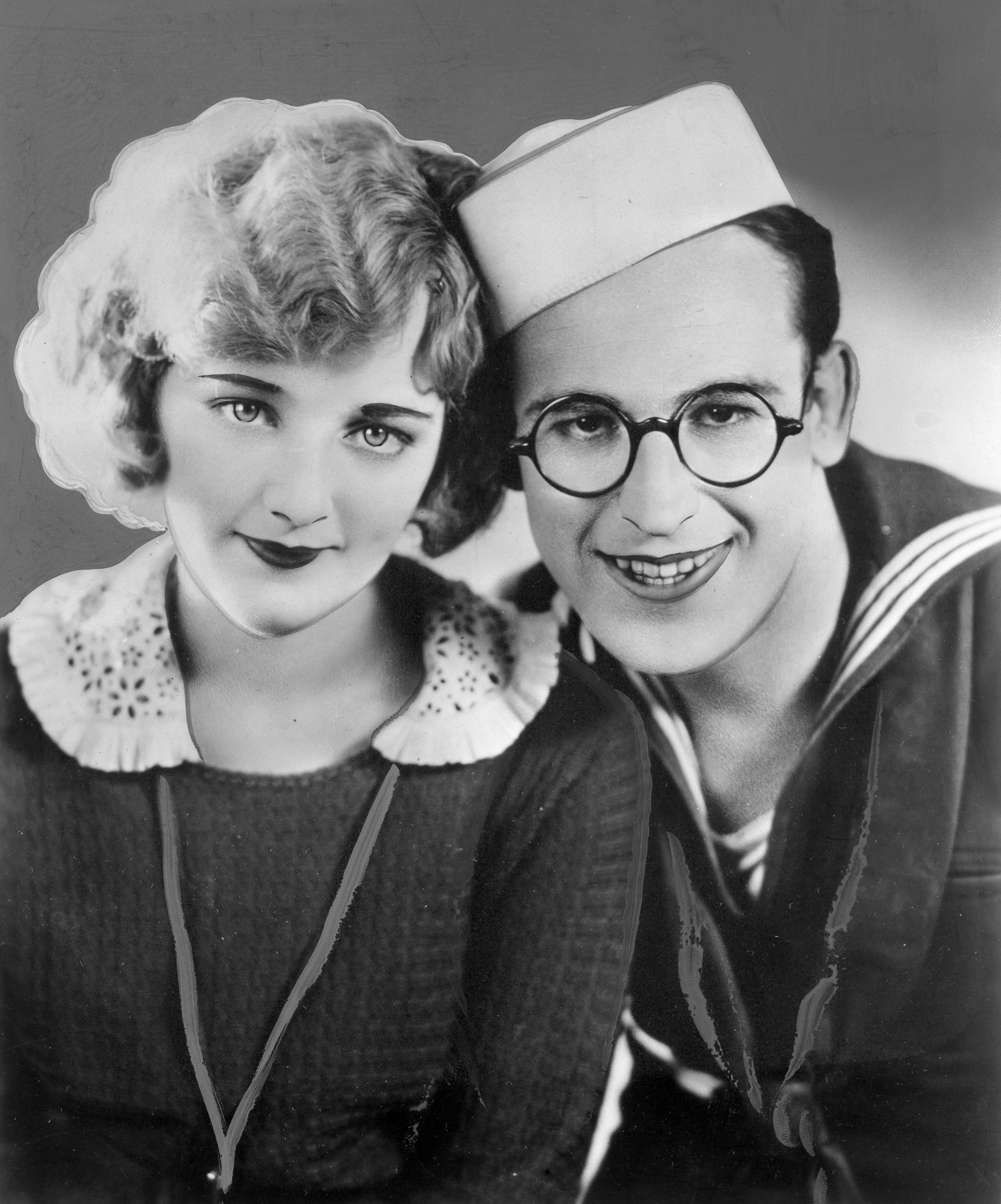
Davis con suo marito Harold Lloyd nel film Lupo di mare (1921)

La coppia visse momenti felici e di serenità, con l'arrivo di tre figli tra cui Harold Lloyd Jr. La Davis soffriva però di problemi d'alcolismo e per un certo periodo si pensò che avesse una relazione con l'assistente di Lloyd, Roy Brooks. In realtà, Brooks era gay e caro amico della coppia, mentre Harold - dal canto suo - aveva una grande apertura mentale per l'epoca, tanto da invitare l'amico a prendere una casa vicino alla dimora dei due. L'attrice, che aveva lasciato il cinema fin dal 1949, morì dopo una serie di infarti il 18 agosto 1969 a Santa Monica. Due anni più tardi morirà anche suo figlio Harold Lloyd Jr., a soli 35 anni, sempre per problemi di alcool.

## Filmografia
- Marriage a la Carte, regia di James Young (1916)
- What'll We Do with Uncle?, regia di William Beaudine (1917)
- Fighting Mad, regia di Edward LeSaint (1917)
- Bud's Recruit, regia di King Vidor (1918)
- A Weaver of Dreams, regia di John H. Collins (1918)
- All Wrong, regia di Raymond B. West e William Worthington (1919)
- Start Something, regia di Alfred J. Goulding (1919)
- All at Sea, regia di Charley Chase e Alfred J. Goulding (1919)
- Call for Mr. Caveman, regia di Alfred J. Goulding (1919)
- Giving the Bride Away, regia di Charley Chase e Hal Roach (1919)
- Order in the Court, regia di Charley Chase (1919)
- It's a Hard Life (1919)
- How Dry I Am (1919)
- Looking for Trouble, regia di Hal Roach (1919)
- Tough Luck, regia di Charley Chase (1919)
- From Hand to Mouth, regia di Alfred J. Goulding e Hal Roach (1919)
- The Floor Below, regia di Charley Chase e Alfred J. Goulding (1919)
- Red Hot Hottentotts, regia di Charley Chase (1920)
- Why Go Home? (1920)
- Il regno di Tulipatan (His Royal Slyness), regia di Hal Roach (1920)
- Getting His Goat, regia di Charley Chase (1920)
- Il castello incantato (Haunted Spooks), regia di Alfred J. Goulding e Hal Roach (1920)
- Aroldo e i cowboys (An Eastern Westerner), regia di Hal Roach (1920)
- High and Dizzy, regia di Hal Roach (1920)
- Harold e l'automobile (Get Out and Get Under), regia di Hal Roach (1920)
- Number, Please?, regia di Hal Roach e Fred C. Newmeyer (1920)
- Harold balia (Now or Never), regia di Fred C. Newmeyer e Hal Roach (1921)
- Alla conquista di un cuore (Among Those Present), regia di Fred C. Newmeyer (1921)
- I Do, regia di Hal Roach (1921)
- Viaggio in paradiso (Never Weaken), regia di Fred C. Newmeyer (1921)
- Lupo di mare (A Sailor-Made Man), regia di Fred C. Newmeyer (1921)
- Humor Risk, regia di Richard Smith (1921)
- Il talismano della nonna (Grandma's Boy), regia di Fred C. Newmeyer (1922)
- Dr. Jack, regia di Fred C. Newmeyer (1922)
- Preferisco l'ascensore! (Safety Last!), regia di Sam Taylor e Fred C. Newmeyer (1923)
- Temporary Marriage, regia di Lambert Hillyer (1923)
- Condemned, regia di Arthur Rosson (1923)
- Too Many Crooks, regia di Fred C. Newmeyer (1927)